# Веле (Куявсько-Поморське воєводство)
Веле (пол. Wiele, нім. Wiele) — село в Польщі, у гміні Мроча Накельського повіту Куявсько-Поморського воєводства.
Населення — 501 особа (2011).

## Демографія
Демографічна структура станом на 31 березня 2011 року:
|          | Загалом | Допрацездатний вік | Працездатний вік | Постпрацездатний вік |
| -------- | ------- | ------------------ | ---------------- | -------------------- |
| Чоловіки | 253     | 53                 | 179              | 21                   |
| Жінки    | 248     | 62                 | 149              | 37                   |
| Разом    | 501     | 115                | 328              | 58                   |